# Parasphena
Parasphena is een geslacht van rechtvleugeligen uit de familie Pyrgomorphidae. De wetenschappelijke naam van dit geslacht is voor het eerst geldig gepubliceerd in 1884 door Bolívar.

## Soorten
Het geslacht Parasphena omvat de volgende soorten:
- Parasphena campestris Rehn, 1942
- Parasphena cheranganica Uvarov, 1938
- Parasphena chyuluensis Kevan, 1948
- Parasphena elgonensis Sjöstedt, 1933
- Parasphena hanangensis Hemp, 2009
- Parasphena imatongensis Rehn, 1942
- Parasphena kaburu Kevan, 1948
- Parasphena keniensis Sjöstedt, 1912
- Parasphena kinangopa Uvarov, 1938
- Parasphena kulalensis Kevan, 1956
- Parasphena mauensis Kevan, 1948
- Parasphena meruensis Sjöstedt, 1910
- Parasphena nairobiensis Sjöstedt, 1933
- Parasphena naivashensis Kevan, 1948
- Parasphena ngongensis Kevan, 1948
- Parasphena pulchripes Gerstaecker, 1869
- Parasphena teitensis Kevan, 1948